# Atache
Los ataches son piezas de gran precisión, utilizadas en odontología, para evitar el uso de los retenedores o ganchos metálicos en ciertos tipos de prótesis dentales. Los ataches se utilizan para brindar al paciente una ventaja estética y estabilidad en cuanto al uso de las prótesis removibles metálicas. Buscan además dar soporte y retención a la prótesis. El atache se compone por un sistema de encastre de parte macho y de parte hembra, macho-hembra, de aproximadamente uno o dos mm de tamaño, este atache iría encajado de una parte a la prótesis removible y de otra en una o varias fundas realizadas en los dientes, que servirán de pilares fijos.